# Stephen Moyer
Stephen Moyer (tên khai sinh: Stephen John Emery; sinh ngày 11 tháng 10 năm 1969) là một nam diễn viên người Anh Quốc.

## Danh sách phim

### Điện ảnh
| Năm  | Tên                   | Vai                   | Ghi chú |
| ---- | --------------------- | --------------------- | ------- |
| 1997 | Prince Valiant        | Prince Valiant        |         |
| 1998 | Comic Act             | Danny                 |         |
| 2000 | Quills                | Prouix, the Architect |         |
| 2001 | Trinity               | Brach                 |         |
| 2001 | Princess of Thieves   | Prince Phillip        |         |
| 2004 | Deadlines             | Alex Randal           |         |
| 2005 | Undiscovered          | Mick Benson           |         |
| 2007 | 88 Minutes            | Guy LaForge           |         |
| 2007 | Alternate Endings     | Editor                |         |
| 2008 | Restraint             | Andrew                |         |
| 2010 | Open House            | Josh                  |         |
| 2011 | Priest                | Owen Pace             |         |
| 2011 | The Caller            | John Guidi            |         |
| 2011 | The Double            | Brutus                |         |
| 2012 | The Barrens           | Richard Vineyard      |         |
| 2013 | Evidence              | Detective Reese       |         |
| 2013 | Devil's Knot          | John Fogelman         |         |
| 2015 | Concussion            | Dr. Ron Hamilton      |         |
| 2016 | Detour                | Vincent               |         |
| 2017 | The Hatton Garden Job | Marcus Ford           |         |